# Рейчъл Шели
Рейчъл Шели (на английски: Rachel Shelley) е английска актриса, най-известна с ролята си на Хелена Пийбоди в американския сериал „Ел Връзки“.

## Биография
Шели е родена на 25 август 1969 в Суиндън, Великобритания, но израства в Лондон. Следва в Шефийлдския университет специалностите Английски език и Актьорско майсторство. След завършването си Шели играе предимно в британски филмови продукции, телевизионни и за големия екран. Освен като филмова актриса Шели трупа опит и в множество родни театрални постановки.
През 2001 Шели играе в индийската драма „Lagaan“, която получава номинация за Оскар в категорията Най-добър чуждоезичен филм. Към 2010 този филм е един от четирите индийски филма, които са били номирани в тази категория. В „Lagaan“ тя играе ролята на Елизабет Ръсел.
Най-запомнящата се роля на Шели е в американския сериал „Ел Връзки“, където тя играе Хелена Пийбоди, която произхожда от заможно меценатско семейство. Героинята ѝ се присъединява към сериала през втория му сезон и остава до последния му шести. Хелена е представена като новият любовен интерес на Тина Кенард и основна противница на Бет Портър, но в трети сезон сюжетната ѝ линия е променена и тя започва любовна авантюра с документалистката Дилън Морленд. В следващите два сезона Пийбоди е лишена от семейните пари и трябва да се научи сама да се справя с живота. Любовните ѝ интереси често се сменят, а самата Хелена взема редица зле обмислени решения, които я вкарват в затвора. Докато героинята ѝ е зад решетките и няма екранно присъствие Рейчъл Шели се снима в няколко други филмови продукции, но се връща, за да довърши сюжетната си линия в последния сезон.
Шели има публикувани няколко материала в английския вестник Гардиън, посветени на професионалните ѝ премеждия. Актрисата е омъжена за английския режисьор, автор, актьор и продуцент Матю Паркхил, от когото има дете. Живее със семейството си в Нотинг Хил.